# Malchus (Nieuwe Testament)

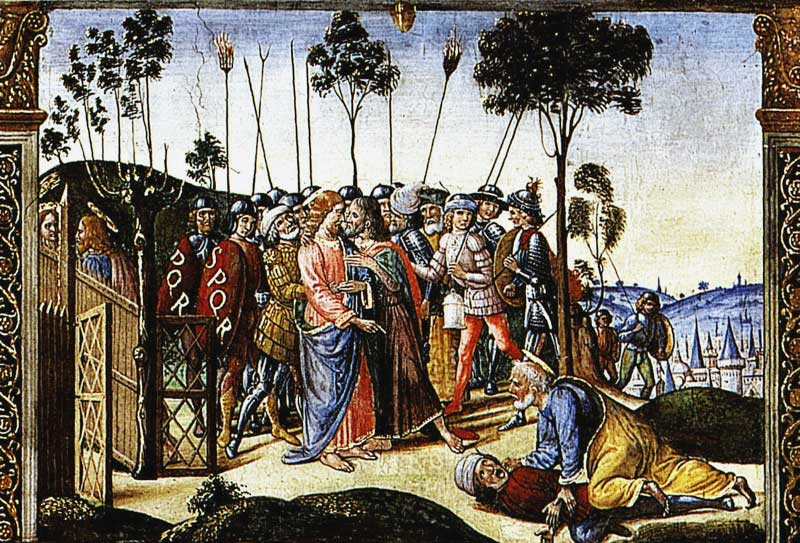
Verraad van Judas. Malchus met verbonden hoofd

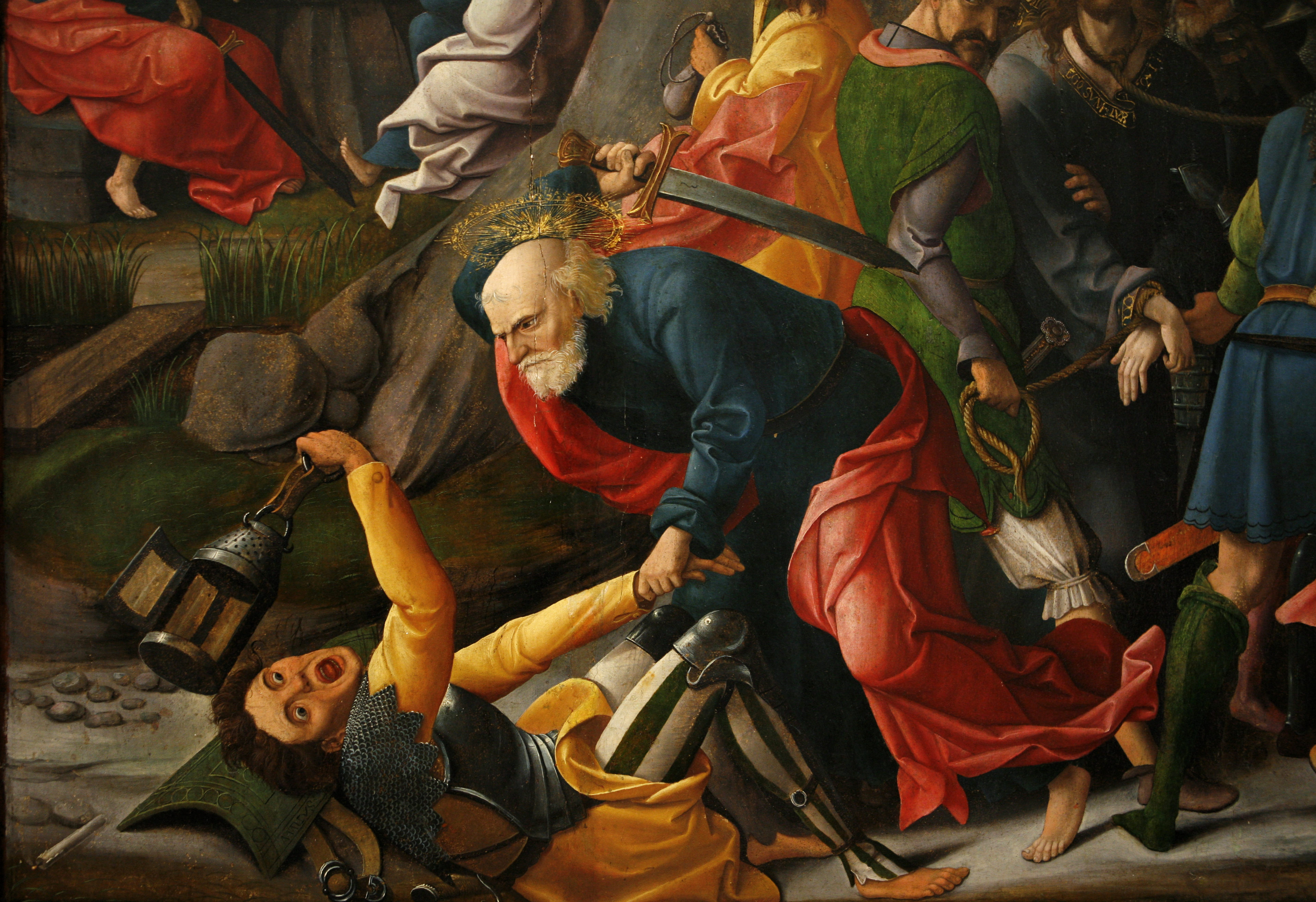
Grégoire Guérard: L'Arrestation du Christ. Olieverf op doek. Petrus valt Malchus aan (omstreeks 1520, Musée des Beaux-Arts de Dijon)

Malchus (waarschijnlijk verlatijnst van het Hebreeuwse Melech) was volgens het Nieuwe Testament een dienaar van de joodse hogepriester Kajafas.

## Verhaal
Malchus maakte deel uit van de groep die op aanwijzing van Judas Iskariot Jezus gevangennam in de tuin van Getsemane. Volgens Johannes 18:10-11 hakte apostel Petrus met zijn zwaard het rechteroor van Malchus af. Volgens Lucas 22:49-51 genas Jezus het oor, Jezus' laatste wonder voor de wederopstanding.
Later in het verhaal wordt Malchus indirect genoemd: een familielid van hem was ook een dienaar van de hogepriester, was ook bij de arrestatie van Jezus en herkende Petrus, die ontkende een leerling van Jezus te zijn (de verloochening van Petrus - Johannes 18:25-27).

## Doorwerking
In de interpretatietraditie van de vroege kerk, bijvoorbeeld in Johannes Chrysostomus, werd de gewonde en genezen Malchus gelijkgesteld met de dienaar die Jezus vervolgens in het gezicht sloeg tijdens het verhoor voor Annas (Johannes 18:22). Malchus werd als bijzonder verachtelijk beschouwd omdat hij degene die hem had genezen onteerde. In Israël leidde dit tot de legende van 'de straf van Malchus': hij moet een eerloos en hopeloos leven op aarde blijven leiden tot de Dag des oordeels. Dit verhaal werd een van de bronnen van de sage van de Wandelende Jood.
Gustav Regler publiceerde zijn autobiografie in 1956 onder de titel Das Ohr des Malchus.